# Volejbol'nyj klub Lokomotyv Charkiv 2011-2012
Questa voce raccoglie le informazioni riguardanti la Volejbol'nyj klub Lokomotyv Charkiv nelle competizioni ufficiali della stagione 2011-2012.

## Organigramma societario
Area direttiva
- Presidente: Jevhen Ščerbyna

Area tecnica
- Allenatore: Jurij Filippov

## Rosa
| N° | Nome                 | Ruolo | Data di nascita   | Nazionalità sportiva |
| -- | -------------------- | ----- | ----------------- | -------------------- |
| 1  | Maksym Drozd         | C     | 5 agosto 1991     | Ucraina              |
| 2  | Serhij Humenjuk      | P     | 8 febbraio 1979   | Ucraina              |
| 3  | Dmytro Storožylov    | P     | 1º giugno 1986    | Ucraina              |
| 4  | Jevhen Kapajev       | S     | 30 maggio 1989    | Ucraina              |
| 5  | Vadym Lychoršerstov  | C     | 28 gennaio 1989   | Ucraina              |
| 8  | Volodymyr Tataryncev | S     | 19 marzo 1980     | Ucraina              |
| 9  | Serhij Tjutlin       | O     | 3 agosto 1989     | Ucraina              |
| 10 | Dmytro Terëmenko     | C     | 1º febbraio 1987  | Ucraina              |
| 11 | Mykola Rudnyckyj     | C     | 18 settembre 1981 | Ucraina              |
| 12 | Denys Fomin          | L     | 21 luglio 1986    | Ucraina              |
| 13 | Pylyp Harmaš         | L     | 21 aprile 1989    | Ucraina              |
| 14 | Ihor Antonjuk        | S     | 19 maggio 1984    | Ucraina              |
| 17 | Jurij Tomyn          | O     | 23 dicembre 1988  | Ucraina              |
| 18 | Jan Jereščenko       | S     | 6 aprile 1990     | Ucraina              |

## Statistiche

### Statistiche di squadra
| Competizione    | Punti | In casa | In casa | In casa | In trasferta | In trasferta | In trasferta | Totale | Totale | Totale |
| Competizione    | Punti | G       | V       | P       | G            | V            | P            | G      | V      | P      |
| --------------- | ----- | ------- | ------- | ------- | ------------ | ------------ | ------------ | ------ | ------ | ------ |
| Superliga       | 19    | 12      | 5       | 7       | 10           | 3            | 7            | 22     | 8      | 14     |
| Superliha       | 28    | 3       | 3       | 0       | 3            | 2            | 1            | 12     | 9      | 3      |
| Coppa di Russia | 1     | -       | -       | -       | -            | -            | -            | 4      | 0      | 4      |
| Coppa d'Ucraina | 8/8   | -       | -       | -       | -            | -            | -            | 8      | 8      | 0      |
| Coppa CEV       | -     | 1       | 0       | 1       | 1            | 0            | 1            | 2      | 0      | 2      |
| Challenge Cup   | -     | 3       | 2       | 1       | 3            | 2            | 1            | 6      | 4      | 2      |
| Totale          | -     | 19      | 10      | 9       | 17           | 7            | 10           | 54     | 29     | 25     |

G = partite giocate; V = partite vinte; P = partite perse

### Statistiche dei giocatori
| Giocatore        | Superliga | Superliga | Superliga | Superliga | Superliga |
| Giocatore        | P         | PT        | AV        | MV        | BV        |
| ---------------- | --------- | --------- | --------- | --------- | --------- |
| I. Antonjuk      | 11        | 58        | 50        | 4         | 4         |
| M. Drozd         | 8         | 0         | 0         | 0         | 0         |
| D. Fomin         | 22        | 0         | 0         | 0         | 0         |
| P. Harmaš        | 8         | 0         | 0         | 0         | 0         |
| S. Humenjuk      | 21        | 24        | 12        | 11        | 1         |
| J. Jereščenko    | 9         | 105       | 90        | 11        | 4         |
| J. Kapajev       | 22        | 192       | 154       | 28        | 10        |
| V. Lychoršerstov | 18        | 48        | 25        | 20        | 3         |
| M. Rudnyckyj     | 20        | 174       | 99        | 51        | 24        |
| D. Storožylov    | 22        | 27        | 14        | 11        | 2         |
| V. Tataryncev    | 17        | 123       | 101       | 11        | 11        |
| D. Terëmenko     | 21        | 140       | 76        | 42        | 22        |
| S. Tjutlin       | 22        | 308       | 246       | 34        | 28        |
| J. Tomyn         | 20        | 152       | 122       | 19        | 11        |

P = presenze; PT = punti totali; AV = attacchi vincenti; MV = muri vincenti; BV = battute vincenti

NB: Non sono disponibili i dati relativi alla Superliha, alla Coppa di Russia, alla Coppa d'Ucraina, alla Coppa CEV, alla Challenge Cup e, di conseguenza, quelli totali